# Marie-Madeleine Davy
Marie-Madeleine Davy (Saint-Mandé, 13 de setembre de 1903 – Saint-Clémentin, 1 de novembre de 1998) fou una historiadora i filòsofa francesa, especialista en filosofia medieval. Descriu les implicacions d'allò simbòlic en totes les dimensions de la vida medieval: «Gràcies al símbol, per a l'home del romànic les portes del regne no només es mouen, sinó que s'obren segons el grau d'atenció de cada un. El Cosmos sencer s'entrega a la comprensió de l'esperit».